# Lupinus arizonicus
Espèce
Lupinus arizonicus est une espèce de plantes à fleurs de la famille des Fabaceae. Elle est originaire des déserts de Mojave et de Sonora, en Amérique du Nord.

## Description
C'est une plante annuelle atteignant 10–50 cm de hauteur. Ses feuilles sont composées palmées et comportent six à dix folioles, chacune longue de 1–4 cm et large de 5–10 mm, portées par un pétiole de 2,5–7 cm de long. Les fleurs, magenta à rose foncé, mesurent sept à dix mm de long et comptent vingt à cinquante fleurs ou plus, regroupées en un long épi. Elle abrite l'espèce de papillon de nuit Helicoverpa zea.

## Répartition et habitat
On trouve Lupinus arizonicus dans les espaces ouverts et les zones sablonneuses à moins de 1 100 m d'altitude. Il est commun autour du parc national de Joshua Tree et du parc national de la Vallée de la Mort, en Californie.

## Liste des sous-espèces et variétés
Selon GBIF (20 juin 2025) :
- Lupinus arizonicus subsp. arizonicus
- Lupinus arizonicus subsp. lagunensis (M.E.Jones) J.A.Christian & D.B.Dunn
- Lupinus arizonicus subsp. setosissimus (C.P.Sm.) J.A.Christian & D.B.Dunn
- Lupinus arizonicus subsp. sonorensis J.A.Christian & D.B.Dunn
- Lupinus arizonicus var. arizonicus

## Systématique
Le nom correct complet (avec auteur) de ce taxon est Lupinus arizonicus (S.Watson) S.Watson.
Le basionyme de ce taxon est : Lupinus concinnus arizonicus S.Watson
Lupinus arizonicus a pour synonymes :
- Lupinus concinnus var. arizonicus S.Watson
- Lupinus sparsiflorus var. arizonicus (S.Watson) C.P.Sm.
- Lupinus sparsiflorus var. barbatulus Thornber ex C.P.Sm.